# Provincia de Río Grande del Norte
La provincia de Río Grande del Norte (en portugués: província do Rio Grande do Norte) fue una unidad administrativa y territorial del Imperio del Brasil desde el 28 de febrero de 1821, creada a partir de la capitanía del Río Grande, hasta la proclamación de la constitución de los Estados Unidos del Brasil el 24 de febrero de 1891 cuando pasó a convertirse en el actual estado de Río Grande del Norte.